# Prado (Bahia)
Prado is een gemeente in de Braziliaanse deelstaat Bahia. De gemeente telt 26.016 inwoners (schatting 2009).

## Aangrenzende gemeenten
De gemeente grenst aan Alcobaça, Itamaraju, Porto Seguro en Vereda.

## Verkeer en vervoer
De plaats ligt aan de wegen BR-489/BA-489 en BA-001.

## Galerij

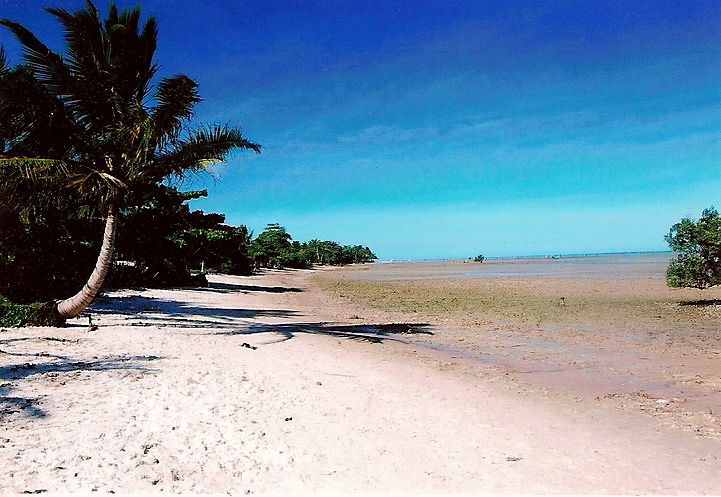
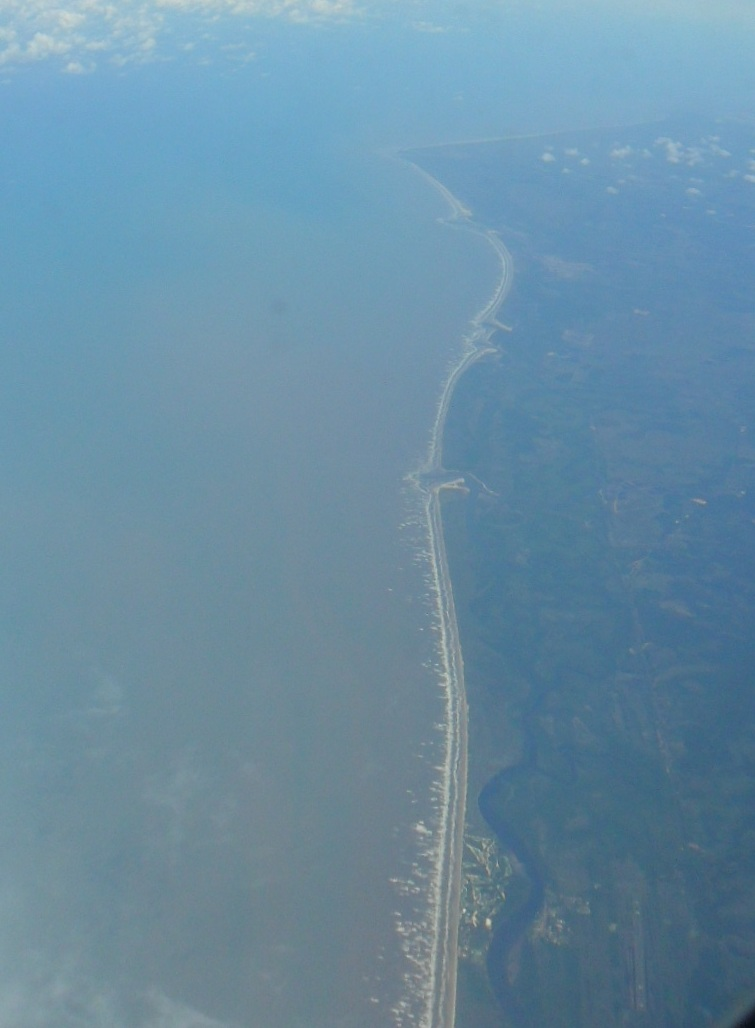
Kustlijn bij Prado